# リチャード・マッコイ
リチャード・フロイド・マッコイ・ジュニア（Richard Floyd McCoy, Jr.、1942年12月7日 - 1974年11月9日）は、アメリカ合衆国のハイジャック犯である。1972年、マッコイはユナイテッド航空の旅客機をハイジャックし、身代金の要求を行った。手口がよく似ていたことから、捜査当局ではマッコイを4ヶ月前に起こったD.B.クーパー事件の有力な容疑者だと考えていた。

## 経歴

### 若年期
1942年、ノースカロライナ州キンストンで生を受け、少年期はそこからほど近いコーブシティで過ごした。1962年、ユタ州プロボに移りブリガムヤング大学への入学手続きを行うが、その後一時退学して兵役を果たすために陸軍で2年間勤務した。ベトナムでは爆発物の専門家およびパイロットとしての任務に従事し、1964年にはパープルハート章を受章している。
1965年、大学に戻り、ここでカレン・バーンズ（Karen Burns）と出会った。1965年8月、ローリーにて結婚。1971年、2人の子供をもうける。
その後、残りの兵役期間を務めるために陸軍に戻り、再びベトナムへ派遣された。2度目の派遣では陸軍褒章メダルおよび殊勲飛行十字章を受章した。帰国後はユタ州兵に准尉として所属し、また熱心なスカイダイバーとしても活動していたという 。
マッコイはモルモン教の日曜学校で教鞭を執る傍ら、ブリガムヤング大では法執行官になるための教育を受けた。この時期、彼はFBIやCIAの捜査官になることを夢見ていた。

### 犯罪歴
1972年4月7日、マッコイは「ジェームズ・ジョンソン（James Johnson）」という偽名を使い、コロラド州デンバーにてストップオーバー中だったユナイテッド航空855便に乗り込んだ。855便の使用機材はボーイング727であり、前年に発生したD.B.クーパー事件のノースウエスト・オリエント航空305便と同じく、エアステアが装備されていた。マッコイは手榴弾と拳銃（実際には、手榴弾は形を似せた文鎮で、拳銃に弾は入っていなかったとされる）で武装して乗務員を脅し、身代金として500,000ドルの現金を手にした後、パラシュートを用いて空中で脱出した。
警察では、ある運転手からの通報を受けて捜査を開始していた。その運転手はファストフード店前でヒッチハイクをしていたマッコイを車に乗せたと語り、その時彼はジャンプスーツを着て、ダッフルバッグを抱えていたという。また、マッコイはかつて簡単なハイジャックの方法があるとして犯行計画を語っていた。
指紋鑑定や筆跡鑑定などを経て、事件から2日後にマッコイは逮捕された。皮肉にも、当時彼は州兵のヘリコプター操縦士として犯人捜索に参加していた。FBI捜査官はマッコイの自宅からジャンプスーツとダッフルバッグを発見した。バッグの中には499,970ドルの現金が残されていた。マッコイは無罪を主張したものの、ハイジャックについて有罪と見なされ、懲役45年が課された。マッコイはペンシルベニア州ルイスバーグの連邦刑務所に収監された。しかし、彼は所内の歯科診療室に忍び込んで歯科用ペーストを盗み出し、それを使い偽物のピストルを作り上げた。1974年8月10日、何人かの共犯の受刑者を連れたマッコイは、偽のピストルを使ってごみ収集車を乗っ取り、そのまま刑務所の正門を突破して脱獄を果たした。
脱獄から3ヶ月後の11月、FBIはマッコイがバージニア州バージニアビーチに潜伏している事を突き止めた。その後報じられたところによれば、11月9日にマッコイは帰宅途中にFBI捜査官と遭遇、そのまま銃撃戦となった末、散弾銃で射殺されたという。

### その後の訴訟
1991年、FBI捜査官のバーニー・ローズ（Bernie Rhodes）とラッセル・P・カラム（Russell P. Calame）による書籍『D. B. Cooper: The Real McCoy』が出版された。2人はマッコイ事件の捜査に参加しており、同書の中で彼とD.B.クーパーは同一人物だと主張した。彼らは手口の類似性に加え、マッコイのイニシャルが入ったネクタイやブリガムヤング大学のメダルがノースウエスト航空11便の機内に残されていたと指摘した。
出版後、妻のカレンは両著者、出版社、および彼女の弁護士だったトーマス・S・タイラー（Thomas S. Taylor）を訴えた。彼女はハイジャック事件について自身も関与したという誤った記述が同書に含まれ、また引用されている1970年代に行われたタイラーに対するインタビューにも誤った内容が含まれているのだと主張し、同書の出版および販売の差し止めを求めた。
しかし、裁判手続中にカレンも夫のハイジャック計画に深く関与していたことが明らかになり、販売差し止めの請求は退けられることとなった。ただし、同書の映画化については、彼女が抗議している4つの特定の主張を含む場合に限り禁止されることとなった。1994年、カレンは和解を受け入れた。